# Книга чорнозему
«Книга чорнозему» (ісп. El libro de la tierra negra) — науково-фантастичний роман аргентинського письменника Карлоса Гардіні. Вперше вийшов 1991 року в електронному вигляді у журналіі Axxón, перший друкований варіант побачив світ 1993 року у видавництві Ediciones Letra Buena, у 2001 році роман передрукував Equipo Sirius.

## Сюжет
Події роману розгортаються у віддаленому майбутньому, через 2000 років, коли вигадана Вселенська церква встановила теократію у вигляді протекторатів на більшій частині Землі. Словосполучення «Чорна земля» в назві роману стосується посушливого регіону поблизу міста Теодор-полі. Там росте гігантське дерево — Чорноземне дерево, на місці якого за двісті років до подій, описаних у романі, впав космічний об'єкт і, ймовірно, воно пов'язане з експедицією, яка покинула Землю тисячоліття тому. Головний герой роману — Сонкамар, син Андреса О'Бардо Ла Тура, захисника Теодор-полі та Іреней, «забруднений» з прикордонного регіону Лукту-Аль. Ла-Тур задумав зачаття й народження Сонкамара, оскільки лише син благочестивої та зараженої людини може увійти в Чорну Землю та підкорити її, при цьому не збожеволівши.
Сюжет роману проводить паралелі з євангелійським описом пристрасті, смерті та воскресіння Ісуса Христа.